# Thoracochromis moeruensis
Thoracochromis moeruensis és una espècie de peix pertanyent a la família dels cíclids i a l'ordre dels perciformes.

## Descripció i reproducció
Fa 10 cm de llargària màxima. És de fecundació externa i les femelles incubadores bucals.

## Alimentació
El seu nivell tròfic és de 3,2.

## Hàbitat i distribució geogràfica
És un peix d'aigua dolça, bentopelàgic i de clima tropical (8°S-12°S), el qual viu a Àfrica: és un endemisme del llac Mweru i del riu Luapula a la conca superior del riu Congo a la República Democràtica del Congo i, possiblement també, Zàmbia.

## Observacions
És inofensiu per als humans, el seu índex de vulnerabilitat és baix (12 de 100) i la seua principal amenaça és la sobrepesca.